# دانيال ريهاك
دانيال ريهاك هو لاعب كرة قدم سلوفاكي في مركز الدفاع، ولد في 2 أبريل 1985 في تشيكوسلوفاكيا. شارك مع منتخب سلوفاكيا تحت 21 سنة لكرة القدم. أما مع النوادي، فقد لعب مع نادي سلوفان ليبيريتس.

## وصلات خارجية
- دانيال ريهاك على موقع قاعدة بيانات كرة القدم.إي يو (الإنجليزية)
- دانيال ريهاك على موقع Soccerway.com (الإنجليزية)